# Балдин (Бразилия)
Балдин (порт. Baldim) — муниципалитет в Бразилии, входит в штат Минас-Жерайс. Составная часть мезорегиона Агломерация Белу-Оризонти. Входит в экономико-статистический микрорегион Сети-Лагоас. Население составляет 8274 человека на 2007 год. Занимает площадь 556,44 км². Плотность населения — 14,4 чел./км².

## История
Город основан 1 января 1949 года.

## Статистика
- Валовой внутренний продукт на 2003 год составляет 28 860 010,00 реалов (данные: Бразильский институт географии и статистики).
- Валовой внутренний продукт на душу населения на 2003 год составляет 3578,87 реалов (данные: Бразильский институт географии и статистики).
- Индекс развития человеческого потенциала на 2000 год составляет 0,742 (данные: Программа развития ООН).

## География
Климат местности: тропическая полупустыня. В соответствии с классификацией Кёппена, климат относится к категории BLD.